# Prekno
Prekno – wieś w Chorwacji, w żupanii varażdińskiej, w gminie Vidovec. W 2011 roku liczyła 172 mieszkańców.